# Graphogonalia celeta
Graphogonalia celeta är en insektsart som beskrevs av Young 1977. Graphogonalia celeta ingår i släktet Graphogonalia och familjen dvärgstritar. Inga underarter finns listade i Catalogue of Life.